# Traitor
«Traitor» — песня американской певицы Оливии Родриго, вышедшая 10 августа 2021 года на лейбле Geffen Records в качестве четвёртого сингла из дебютного альбома Sour. Инди-поп и гитарная рок-баллада была написана Родриго и Дэном Нигро.
Ещё до выхода в качестве сингла, «Traitor» стал фаворитом у фанатов и добился коммерческого успеха как трек из альбома. После выпуска Sour «Traitor» сразу занял девятое место в США, пятое место в Великобритании и достиг топ-10 в Австралии, Канаде, Ирландии и Новой Зеландии. Песня также получила платиновый сертификат в  Австралии, Канаде, Новой Зеландии, Великобритании и США.

## История
13 апреля Родриго показала обложку и название своего дебютного студийного альбома Sour. Вместе с объявлением был объявлен трек-лист, и «Traitor» появился в качестве второго треке на «Sour». Песня была выпущена вместе с лирическим видео вместе с альбомом 21 мая 2021 года.
«Traitor» вышел на радио contemporary hit radio 10 августа 2021 года в качестве четвёртого сингла из дебютного альбома Sour.

## Композиция
«Traitor» это инди-поп- и сентиментальная гитарная рок-баллада.
«Traitor» демонстрирует кинематографический взлёт и снижение акустики и наслоение гармоний. Песня построена в тональности ми мажор и имеет темп 50 ударов в минуту. Вокал Родриго в песне изменяется от B♭3 до A♭5.

## Отзывы
Трек получил высокую оценку рецензентов. П. Клэр Додсон, писавший для Teen Vogue, назвал «Traitor» «безупречным» и отметил, что песня имеет «фолк-бэкграунд Кейси Масгрейвс». Татьяна Тенрейро из The A.V. Club назвал песню «самой ранимой песней Родриго». Риан Дейли из NME охарактеризовала песню как «великолепную». Лариша Пол из Billboard похвалила песню, посчитав её «лучшим вокальным исполнением Родриго» во всем альбоме Sour. Поскольку песня зажата между двумя эмоционально тяжёлыми треками с тяжёлым продюсированием, Лариша Пол из Billboard назвала песню «леденящим кровь контрастом», в котором отражено лучшее вокальное исполнение Родриго в альбоме. Энджи Марточчио из журнала Rolling Stone также назвала эту песню «давно потерянной кузиной» песни Тейлор Свифт 2020 года «My Tears Ricochet».

## Коммерческий успех
В США, до того, как он был продвинут как сингл, «Traitor» дебютировал и достиг девятого места в хит-параде Billboard Hot 100 после выпуска альбома, попав в десятку лучших top-10 вместе с «Good 4 U» и «Deja Vu». Billboard подчеркнул, что «Traitor» собрал впечатляющие продажи и стриминг для трека из альбома. «Traitor» также достиг 3-го места в чарте Billboard Streaming Songs, благодаря чему Родриго стала первым артистом в истории, который занял все три первых места в чарте в течение нескольких недель подряд. Комментируя критический и коммерческий успех песни, Родриго сказала: «Я написала её на кровати, пока плакала. Я никогда не думала, что это песня, которая найдет отклик у стольких людей. Я думала, что это очень специфическая песня. Ситуация, в которой я находилась, и это так забавно, что эта песня, не являющаяся синглом, является самой успешной. Так много людей спрашивают: „Как вы узнали? Это именно то, что случилось со мной!“».
Песня также дебютировала на седьмом месте в британском хит-параде UK Singles Chart, спустя неделю поднявшись на пятое место. В глобальном чарте Billboard Global 200 песня достигла седьмой позиции. «Traitor» также попала в top-10 в Австралии, Канаде, Ирландии и Новой Зеландии, и в top-20 Норвегии. Дополнительно песня получила серебряный сертификат в Великобритании, золотой в Австралии и Новой Зеландии и платиновый в Канаде.

## Концертные исполнения
Дебютное исполнение «Traitor» состоялось 26 июня 2021 года на концерте Sour Prom.

## Участники записи
По данным в буклете альбома.
Студии
- Записано в студии Amusement Studios (Лос Анджелес)
- Микширование в SOTA Studios (Лос Анджелес)
- Мастеринг в Sterling Sound (Нью-Йорк)

Персонал
- Оливия Родриго — вокал, автор
- Дэн Нигро — автор, продюсер, звукозапись, бэк-вокал, акустическая гитара, электрогитара, программирование ударных, электрогитара, Juno 60, B3 organ
- Ryan Linvill — бас-гитара, программирование ударных, синтезатор
- Рэнди Меррилл — мастеринг
- Mitch McCarthy — микширование

## Чарты
| Чарт (2021–2022)                    | Высшая позиция |
| ----------------------------------- | -------------- |
| Австралия (ARIA)                    | 5              |
| Бельгия/Фландрия (Ultratop 50)      | 44             |
| Канада (Canadian Hot 100)           | 9              |
| Чехия (Singles Digitál Top 100)     | 51             |
| Дания (Tracklisten)                 | 38             |
| Мир, Global 200 (Billboard)         | 7              |
| Греция (IFPI)                       | 27             |
| Ирландия (IRMA)                     | 3              |
| Литва (AGATA)                       | 68             |
| Малайзия (RIM)                      | 13             |
| Нидерланды (Single Top 100)         | 53             |
| Новая Зеландия (Recorded Music NZ)  | 5              |
| Норвегия (VG-lista)                 | 16             |
| Португалия (AFP)                    | 8              |
| Сингапур (RIAS)                     | 11             |
| Словакия (Singles Digitál Top 100)  | 52             |
| Испания (PROMUSICAE)                | 71             |
| Швеция (Sverigetopplistan)          | 56             |
| Швейцария (Schweizer Hitparade)     | 95             |
| Великобритания (OCC UK Singles)     | 5              |
| США, Billboard Hot 100              | 9              |
| США, Adult Contemporary (Billboard) | 23             |
| США, Adult Top 40 (Billboard)       | 15             |
| США, Mainstream Top 40 (Billboard)  | 7              |

| Чарт (2021)                      | Позиция |
| -------------------------------- | ------- |
| Australia (ARIA)                 | 42      |
| Canada (Canadian Hot 100)        | 40      |
| Global 200 (Billboard)           | 59      |
| Ireland (IRMA)                   | 30      |
| New Zealand (Recorded Music NZ)  | 49      |
| UK Singles (OCC)                 | 42      |
| US Billboard Hot 100             | 38      |
| US Mainstream Top 40 (Billboard) | 42      |

## Сертификации
| Регион                                                                      | Сертификация  | Продажи   |
| --------------------------------------------------------------------------- | ------------- | --------- |
| Австралия (ARIA)                                                            | Платиновый    | 70 000    |
| Канада (Music Canada)                                                       | Платиновый    | 80 000    |
| Новая Зеландия (RMNZ)                                                       | Платиновый    | 30 000    |
| Норвегия (IFPI Norway)                                                      | Платиновый    | 60 000    |
| Португалия (AFP)                                                            | Платиновый    | 10 000    |
| Великобритания (BPI)                                                        | Платиновый    | 600 000   |
| США (RIAA)                                                                  | 4× Платиновый | 4 000 000 |
| Данные о продажах + прослушиваниях приведены только на основе сертификации. |               |           |

## История выхода
| Регион | Дата            | Формат                 | Лейбл  | Ссылка       |
| ------ | --------------- | ---------------------- | ------ | ------------ |
| Мир    | 10 августа 2021 | Contemporary hit radio | Geffen | [ 3 ] [ 55 ] |